# 劉繼祿
劉繼祿（1495年—？年），字承德，順天府三河縣人，明朝官员。

## 生平
嘉靖七年（1528年）戊子科順天鄉試舉人，嘉靖十一年（1532年）壬辰科第二甲第五十五名進士。觀戶部政，歷官戶部員外郎、郎中，官至臨洮府知府。

## 家族
曾祖劉政，祖劉俊。父劉希武，母張氏；繼母王氏。